# Balada de um Batráquio
Balada de um Batráquio é um documentário português de curta-metragem, realizado e escrito por Leonor Teles. Ganhou o Urso de Ouro no Festival de Berlim e o prémio Firebird de melhor curta-metragem no Festival Internacional de Cinema de Honguecongue.